# Régiment des chasseurs de Picardie
Pour les articles homonymes, voir régiment de Picardie et régiment d'Orléans.
Le régiment des chasseurs de Picardie est un régiment de cavalerie du royaume de France, de la République française et du Premier Empire, dont l'origine remonte aux compagnies franches de Volontaires royaux créées en 1727 devenu sous la Révolution le 7e régiment de chasseurs à cheval.

## Création et différentes dénominations
- 1727 : Compagnies franches de Volontaires royaux[1]
- 7 mai 1758 : Légion royale
- 29 janvier 1779 : formation du 1er régiment de chasseurs à cheval
- 8 aout 1784 : attaché au régiment des chasseurs des Alpes
- 17 mars 1788 : transformé en chasseurs, le régiment des chasseurs de Picardie
- 1er janvier 1791 : renommé 7e régiment de chasseurs
- 24 septembre 1803 : renommé 7e régiment de chasseurs à cheval
- 1814 : renommé régiment des chasseurs d’Orléans
- 1815 : renommé 7e régiment de chasseurs à cheval
- 1815 : licencié

## Équipement

### Habillement

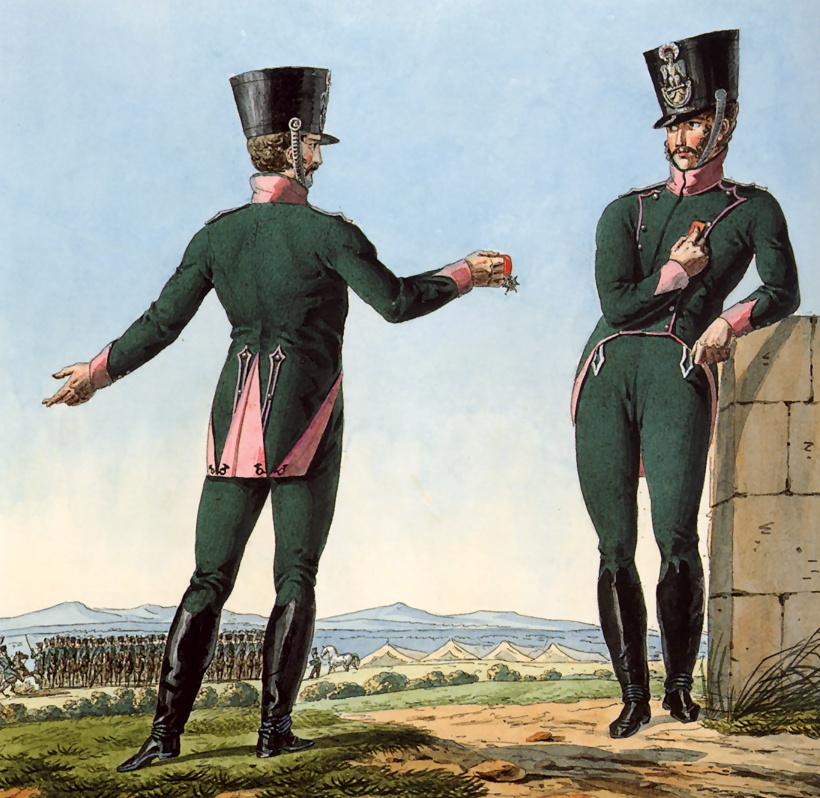
Chasseurs du 7e régiment de chasseurs à cheval de la Grande Armée, illustration de Vernet de la série La grande armée de 1812.

Uniformes
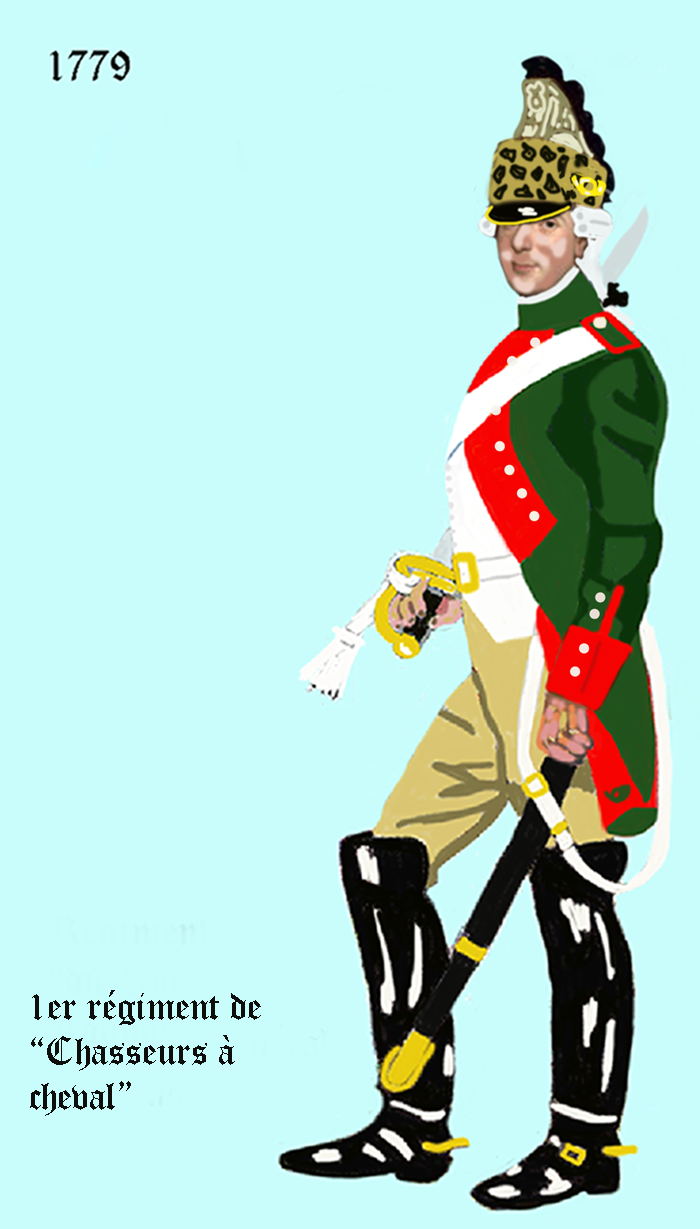
1er régiment de chasseurs à cheval de 1779 à 1784
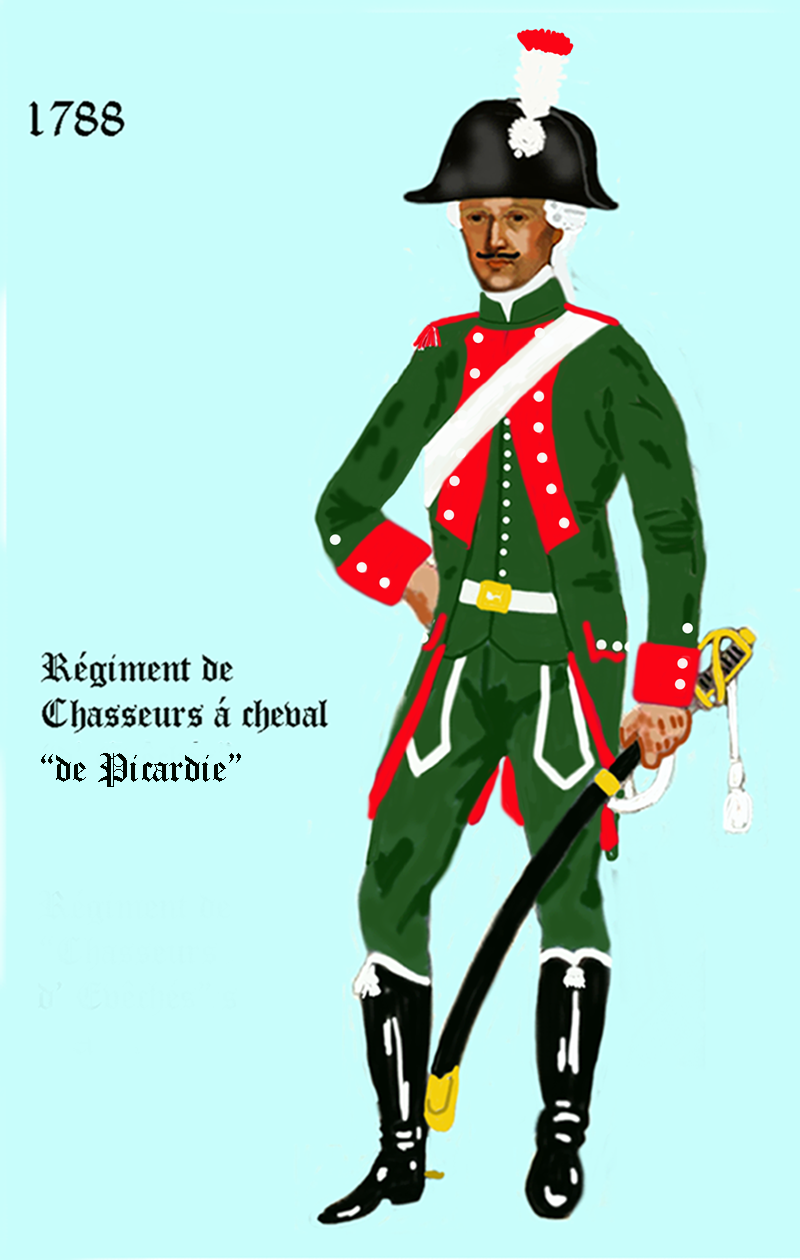
1er régiment de chasseurs à cheval de Picardie de 1788 à 1789
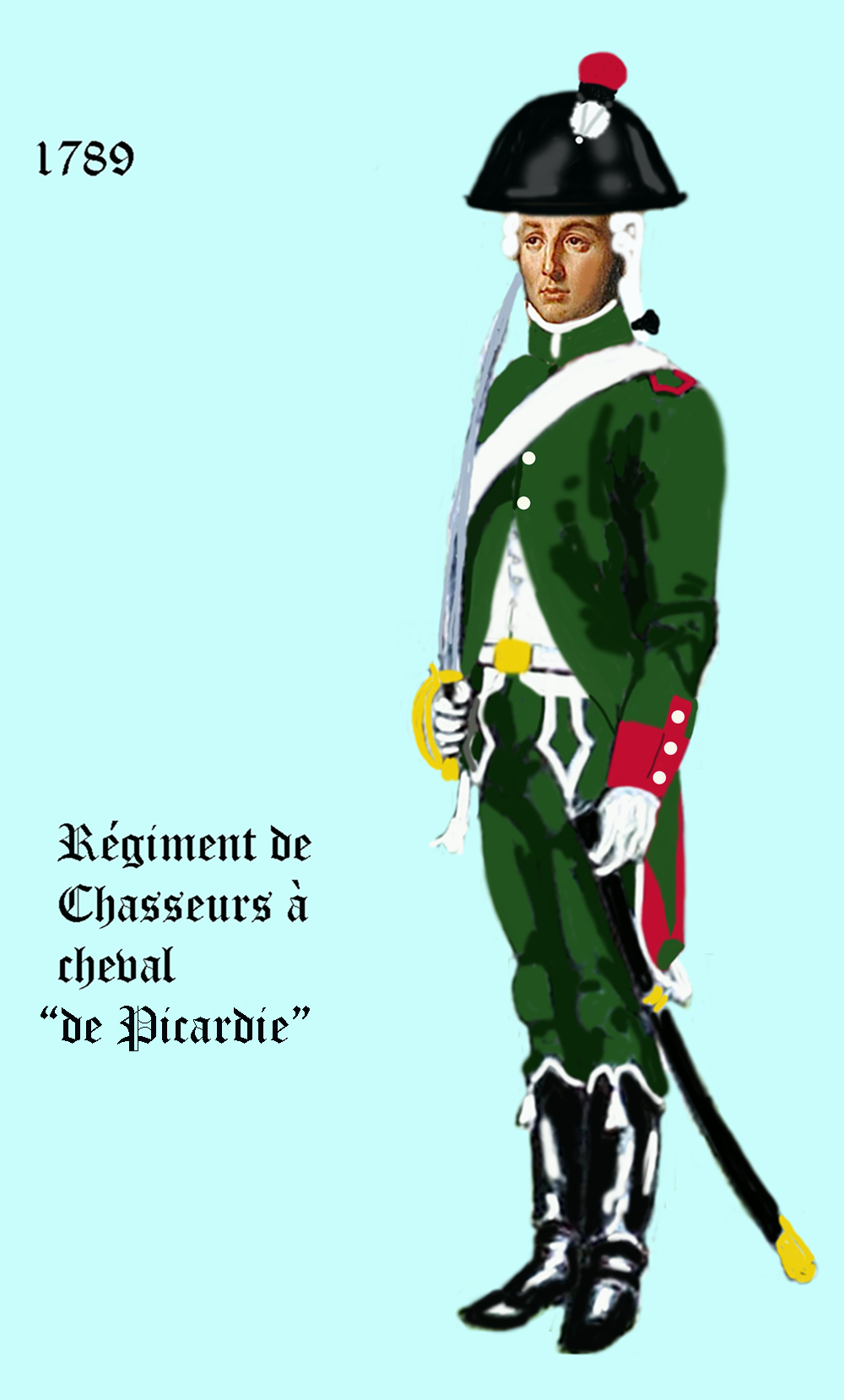
1er régiment de chasseurs à cheval de Picardie de 1789 à 1791
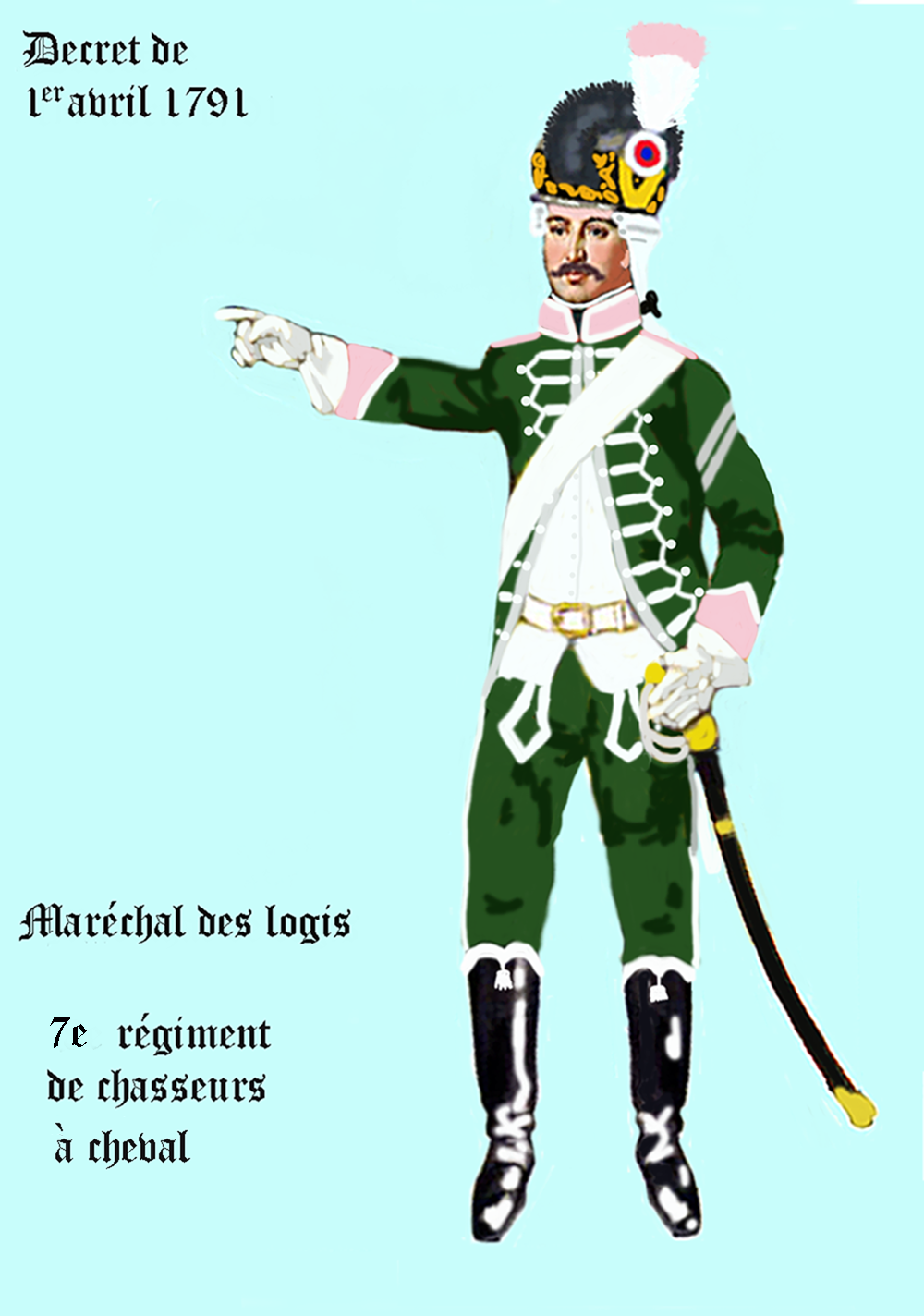
7e régiment de chasseurs à cheval par décret de  1791

## Historique

### Colonels et chefs de brigade
- 29 janvier 1779 : de Cellier
- 1780 : baron de Klinglin
- 1784 : baron de La Ferronnays
- 1788 : duchat, comte de Rurange de Rederquen
- 1789 : Érasme Gaspard de Contades (1758-1834), comte de Contades
- 15 décembre 1791 : Armand Désiré de Vignerot du Plessis, duc d’Aiguillon, maréchal de camp le 7 mai 1792, † 4 mai 1800
- 1792 : Schedelinsky
- 1793 : Memez
- 1794 : de Montbrun
- 1799 : de Lamunée
- 1801 : de Lagrange
- 1807 : Hippolyte Marie Guillaume de Piré
- 1809 : Bohn
- 27 janvier 1812 : Antoine Charles Bernard Delaitre, général de brigade le 26 avril 1812, général de division le 27 février 1831, † 1er juillet 1838
- 1813 : de Verdière

### Campagnes et batailles
Le 7e régiment de chasseurs a fait les campagnes de 1792 et 1793 à l’armée du Rhin ; 1794 à l’armée de l’Ouest. Ce corps fit partie de la garnison de Mayence du 24 mars au 24 juillet 1793.

Il a fait les campagnes de l’an IV à l’armée de l’Ouest ; an V aux armées de l’Ouest et de Sambre-et-Meuse ; an VI à l’armée d’Helvétie ; ans VII et VIII aux armées d’Italie, de Rome et de Naples ; an IX et X à l’armée de Batavie. Faits d’armes : prise de Modène, le 12 avril 1799.
Le 7e régiment de chasseurs à cheval a fait les campagnes de l’an XII au camp de Brest ; an XIII au corps d’armée d’Irlande ; an XIV et 1806 à la 3e division du 7e corps de cavalerie de réserve de la Grande Armée ; 1807 et 1808 au corps de réserve de cavalerie ; 1809 et 1810 à l’armée du Rhin (2e corps de l’armée d’Allemagne ; 1811 aux armées d’Espagne et de Portugal ; 1812 au corps d’observation de l’Elbe ; 1813 et 1814 au 2e corps de cavalerie de la Grande Armée ; 1815 au 5e corps d’armée.